# 5088 Tancredi
5088 Tancredi eller 1979 QZ1 är en asteroid i huvudbältet som upptäcktes den 22 augusti 1979 av den svenske astronomen Claes-Ingvar Lagerkvist vid La Silla-observatoriet i Chile. Den är uppkallad efter den uruguayanska astronomen Gonzalo Tancredi.
Asteroiden har en diameter på ungefär 15 kilometer och den tillhör asteroidgruppen Themis.